# Temelucha neomexicana
Temelucha neomexicana är en stekelart som beskrevs av Dasch 1979. Temelucha neomexicana ingår i släktet Temelucha och familjen brokparasitsteklar. Inga underarter finns listade i Catalogue of Life.